# Salticus rufifrons
Salticus rufifrons är en spindelart som beskrevs av Lucas 1846. Salticus rufifrons ingår i släktet Salticus och familjen hoppspindlar. Inga underarter finns listade i Catalogue of Life.